# Борба (1885)
Вижте пояснителната страница за други значения на Борба.
„Борба“ е български вестник, неофициален орган на БТЦРК.
Това е първият вестник, самостоятелно издаван и редактиран от Захари Стоянов. Излиза веднъж седмично, в общо 15 броя, от 28 май до 4 септември 1885 в Пловдив, по това време главен град на Източна Румелия. Разпространява се от членовете на местните революционни комитети.
Чрез „Борба“ Стоянов пропагандира идеята за Съединение на Източна Румелия с Княжество България. Декларира, че ще се бори за „истинска свобода и независимост на тая страна, която се нарича България, която е разделена на три части, като употребяваме подходящи оръжия, где каквито е нужно“.
Първоначално вестникът се застъпва за въоръжено въстание и в Македония, останала съгласно Берлинския договор под пряката власт на турския султан, но по-късно насочва вниманието си изцяло върху положението Източна Румелия. В статиите си Захари Стоянов е критичен и към двете партии в областта (Народната и Либералната) заради корупцията и спекулациите със съединистката идея. Поддържа Петко Каравелов (по това време министър-председател на Княжество България) и е благосклонен към княз Александър Батенберг.
Благодарение на публицистичния талант на Стоянов, „Борба“ въздейства силно върху общественото мнение срещу съществуването на Източна Румелия като турска провинция и срещу авторитета на поставения  от султана за неин управител Гаврил Кръстевич.
На страниците му Стоянов помества също статии за стопанския живот, литературата и просветата, рецензии, фейлетони и пътеписи.